# 1881 dans les parcs de loisirs
| Années des parcs de loisirs : 1878 - 1879 - 1880 - 1881 - 1882 - 1883 - 1884    |
| Décennies des parcs de loisirs : 1850 - 1860 - 1870 - 1880 - 1890 - 1900 - 1910 |

## Les parcs d'attractions

### Ouverture
- Starin's Glen Island ( États-Unis)